# Iwo Georgiew
Iwo Georgiew (buł. Иво Георгиев, ur. 12 maja 1972 w Sofii, zm. 13 listopada 2021) – bułgarski piłkarz grający na pozycji ofensywnego pomocnika.

## Kariera klubowa
Karierę piłkarską rozpoczynał w klubie FK Szumen i w jego barwach zadebiutował w pierwszej lidze bułgarskiej w 1991 roku. W zespole Szumen grał do 1993 roku i wtedy też przeniósł się do stołecznego Akademika Sofia. Natomiast w latach 1994–1995 był najlepszym strzelcem Korabostroitela Ruse. Latem 1995 został zawodnikiem Spartaka Warna i z 21 golami na koncie został królem strzelców ligi. W meczu przeciwko Spartakowi Płowdiw strzelił 6 goli. W 1996 roku Iwo wyjechał zagranicę i przez półtora sezonu grał w szwajcarskim FC Aarau. W 1998 roku wrócił do Spartaka, a następnie krótko był zawodnikiem Lewskiego Sofia. W sezonie 1998/1999 był piłkarzem niemieckiego SV Waldhof Mannheim, a następnym ponownie grał w Aarau. Na jesieni 2000 Georgiew przywdziewał koszulkę Dobrudży Dobricz, a wiosną występował na boiskach pierwszej ligi węgierskiej w Honvédzie Budapeszt. W 2002 roku zakończył karierę jako piłkarz Botewu Wraca.

## Kariera reprezentacyjna
W reprezentacji Bułgarii Georgiew zadebiutował w 1996 roku. W tym samym roku został powołany przez selekcjonera Dimityra Penewa na Euro 96. Tam był rezerwowym i nie zagrał w żadnym spotkaniu. W kadrze narodowej wystąpił w niej 1 razy i zdobył 1 bramkę.